# Памятник Самеду Вургуну
Памятник Самеду Вургуну (азерб. Səməd Vurğunun heykəli) — памятник, посвященный азербайджанскому советскому поэту, драматургу и общественному деятелю Самеду Вургуну в Баку, Азербайджан.

## История
Автором памятника стал Фуад Абдурахманов, а архитектором — Микаил Усейнов.
Памятник был установлен перед зданием Азербайджанской железной дороги, в парке им. Самеда Вургуна (преж. Октябрьская площадь) неподалеку от привокзальной площади. Официальное открытие памятника состоялась 8 июля 1961 года. Парк был капитально реконструирован в 2009 году.